# Ljubov Syrota
Ljubov Syrota (ukr. Любов Макарівна Сирота); (21. lipnja 1956., Irtyšsk, Kazahstan); je ukrajinska spisateljica, novinarka i prevoditeljica. Syrota je kao stanovnica okolice Černobila odnosno pogođenog gradića Prypjata izravno svjedočila svim stradanjima nakon nuklearne nesreće 1986. godine. Njezina književna djela uglavnom su posvećena tim i sličnim temama te su prevedena na više svjetskih jezika, uključujući i engleski jezik.

## Vanjske poveznice
- Pjesme posvećene Černobilskoj nesreći (eng.)
- O autoru (eng.)